# Reduta

Reduta (B)

Reduta (wł. ridotta, fr. redoute, ang. redoubt) – rodzaj szańca. Zamknięte, samodzielne dzieło fortyfikacyjne polowe lub półstałe na narysie koła, kwadratu lub innego wieloboku, przeznaczone do samodzielnie prowadzonej obrony. Miała kształt lunety z zamkniętą szyją. Reduty budowano od XVI wieku do początku I wojny światowej. Umiejscawiano je przed linią umocnień obronnych, otaczając wałem ziemnym lub fosą.
Jednym z typów redut jest tour-reduit (fr. wieża-reduta) – reduta zbudowana w formie wieży. Posiadała w murach rzędy pionowych otworów strzelniczych dla muszkieterów. Przykładem takiej reduty jest Wieża Vendôme na Malcie.